# Ageing Research Reviews
Ageing Research Reviews — научный журнал, который публикует исследования по старению, возрастно-зависимым заболеваниям и ожидаемой продолжительности человеческой жизни. Публикуемые работы принадлежат к различным научным дисциплинам и охватывают широкое поле исследований с упором на воздействие на клеточные и молекулярные механизмы, приводящие к продлению жизни и улучшению её качества в пожилом возрасте, а также на возрастно-зависимые болезни, включая меры по их превентивному предотвращению.

## Миссия
Поддержка и объединение исследований, приводящих к увеличению продолжительности человеческой жизни (lifespan) и увеличению её качества в пожилом возрасте (healthspan). Сферы исследований: генетика, молекулярная и клеточная биология, биохимия, поведение.

## Размещение аннотаций и индексирование
Ageing Research Reviews размещает аннотации и индексируется в следующих местах:
- BIOSIS[англ.],
- Chemical Abstracts,
- Current Contents/Life Sciences,
- Embase[англ.]
- Gerontological Abstracts,
- MEDLINE
- PubMed,
- PASCAL[англ.]
- FRANCIS[англ.]
- Scopus

Согласно Scopus/SCImago Journal Rank, в 2019 году Ageing Research Reviews в категории «Старение» ранжировался первым номером и по критерию «Cites/Doc. (2years)», и по критерию «SCImago Journal Rank indicator».
В 2019 его импакт-фактор 10,616, а CiteScore 18,9.